# Jeronimas Kačinskas
Jeronimas Kačinskas (ur. 17 kwietnia 1907 w Widuklach, zm. 15 września 2005 w Bostonie) – litewski kompozytor i dyrygent.

## Życiorys
Syn organisty, który był też jego pierwszym nauczycielem muzyki. W latach 1923–1929 uczęszczał do szkoły muzycznej w Kłajpedzie, gdzie uczył się gry na fortepianie i altówce oraz kompozycji. W latach 1929–1931 student konserwatorium w Pradze, gdzie był uczniem Jaroslava Křički (kompozycja) i Pavla Dědečka (dyrygentura), studiował też muzykę mikrotonową u Aloisa Háby. Od 1932 do 1938 roku uczył w szkole muzycznej w Kłajpedzie i dyrygował tamtejszą orkiestrą symfoniczną. W 1938 roku został kierownikiem orkiestry radia w Kownie. W latach 1940–1944 dyrygent filharmonii i opery w Wilnie. W 1944 roku wyemigrował z Litwy. W latach 1945–1949 mieszkał w Augsburgu.
W 1949 roku osiadł w Stanach Zjednoczonych. W 1954 roku otrzymał amerykańskie obywatelstwo. Pracował jako chórmistrz i organista w litewskim kościele św. Piotra w Bostonie. W latach 1960–1969 dyrygował Melrose Symphony Orchestra. Od 1968 roku wykładowca Berklee College of Music.

## Twórczość
Był reprezentantem nurtu nowoczesnego w muzyce litewskiej, stojącego w opozycji do nurtu tradycjonalistycznego i tworzenia muzyki programowej o charakterze narodowym. Z tego powodu w czasach Litewskiej SRR jego twórczość potępiano jako modernistyczną i internacjonalistyczną. Jego muzyka miała charakter atematyczny i atonalny, dostrzegalne są w niej wpływy języka muzycznego Skriabina i francuskich impresjonistów. Ważne miejsce w twórczości Kačinskasa zajmowała muzyka o charakterze sakralnym.
Jako dyrygent propagował współczesną muzykę litewską. Występował m.in. z National Broadcasting Company, New York Philharmonic Orchestra, Chicago Lyric Opera Orchestra, National Symphony Orchestra i Boston University Orchestra.

## Ważniejsze kompozycje
(na podstawie materiałów źródłowych)

### Utwory orkiestrowe
- Simfoninė fantazija nr 1 (1940)
- Simfoninė fantazija nr 2 (1960)
- Giesmė į šviesą / Song of the Light na orkiestrę kameralną (1947)
- Atpirkimo misterija / Mystery of Redemption (1957)
- Lento (1957)
- Vilniaus siuita / Vilnius Suite (1960)
- Transcendentinės išraiškos / Transcendental Expressions na organy i orkiestrę dętą (1965)
- Concerto na trąbkę i orkiestrę (1931)
- Concerto na flet i orkiestrę kameralną (1962)

### Utwory kameralne
- 2 kwartety smyczkowe (I 1930, II 1931)
- Nonet (1932)
- Trio na trąbkę, altówkę i fortepian (1933)
- 4 miniaturos / 4 Miniatures na flet, klawesyn i wiolonczelę (1959)
- Septet (1960)
- Kwintet na instrumenty dęte drewniane (1968)
- 2 kwartety saksofonowe (I 1969, II 1976)
- Sonata skrzypcowa (1974)
- Kwintet fortepianowy (1978)
- Rapsodija „Lietuvoje” / Rhapsody „In Lithuania” na flet i trio smyczkowe (1980)
- Lietuviškas trio / Lithuanian Trio na flet, klarnet i altówkę (1981)
- Procesinė muzika / Processional Music na 3 trąbki i organy (1983)
- Lietuviška siuita / Lithuanian Suite na flet, klarnet i fagot (1982)
- Suita nr 2 na skrzypce, wiolonczelę i fortepian (1985)

### Utwory wokalne
- Haec Dies na chór mieszany (1982)
- Missa in Honorem Immaculati Cordis Beatae Mariae Virginis in occasione 700 anniversarii Baptismi Regis Lithuaniae na głosy solowe, chór mieszany, instrumenty dęte i organy, napisana z okazji 700-lecia chrztu Mendoga (1951)
- Te Deum na głosy solowe, chór i organy (1965)
- Šv. Stepono mišios / St Stepheni Mass na głosy solowe, chór i organy (1967)
- Tryptyk na sopran i orkiestrę, słowa Kotryna Grigaitytė, Leonas Andriekus  i Kazys Bradūnas (1968)
- Trys liaudies dainos / 3 Lithuanian Folk Songs na sopran i orkiestrę (1977)
- Te lucis ante na chór i orkiestrę (1977)
- oratorium Saulės giesmė / Song of the Sun na głosy solowe, chór i organy (1984)
- Deus qui inter, kantata na chór, instrumenty dęte i organy (1984); prawykonanie „Wrzesień Muzyczny na Zamku”, Baranów Sandomierski 1986
- Kantata na sopran i bas solo, chór i orkiestrę (1985)

### Opera
- Juodas laivas / Black Ship, libretto Algirdas Landsbergis (1975)